# Lyman (Washington)
Lyman è un comune degli Stati Uniti d'America, situato nello Stato di Washington, nella Contea di Skagit.